# Ceresit

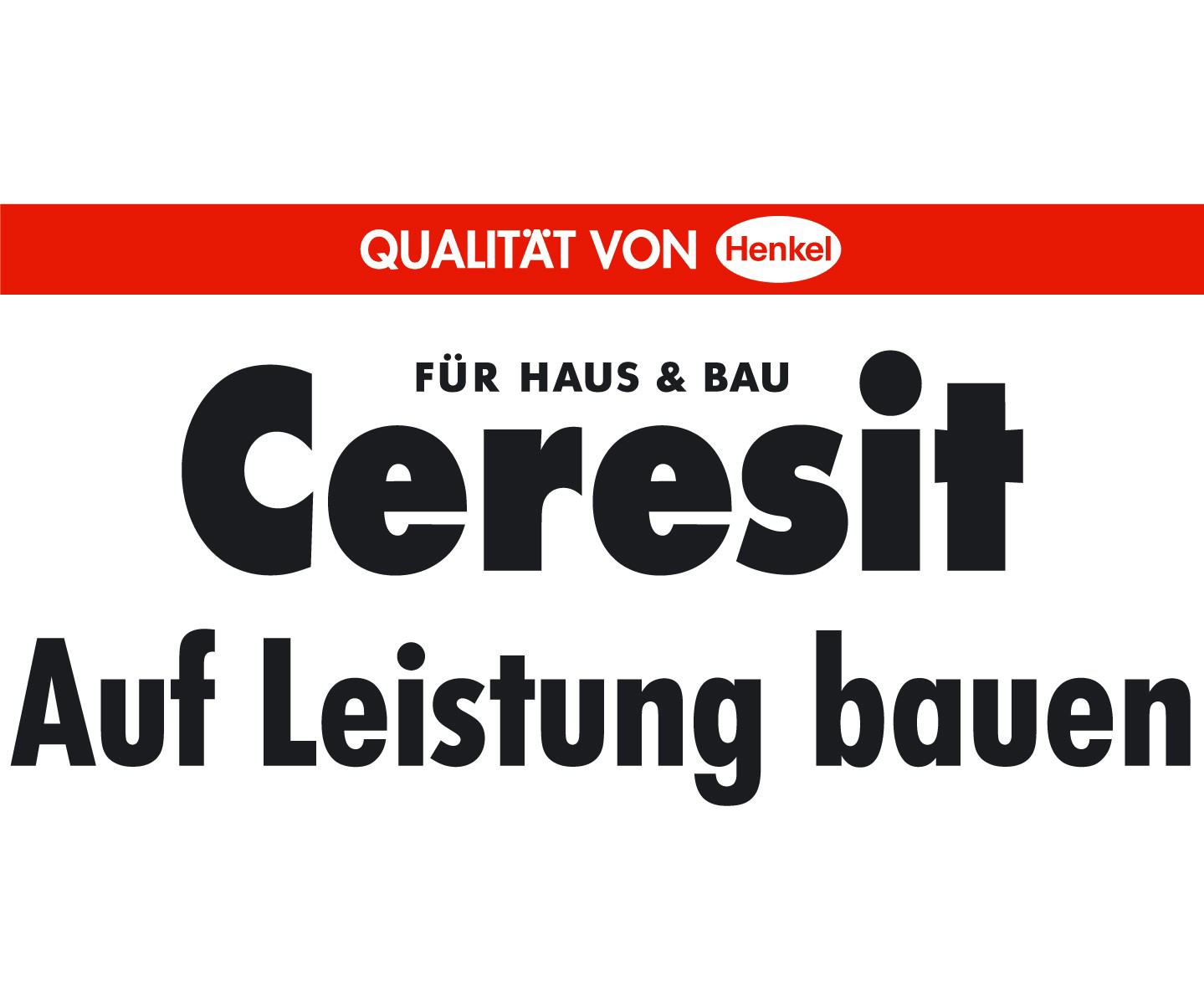
Logo der Henkel-Marke Ceresit

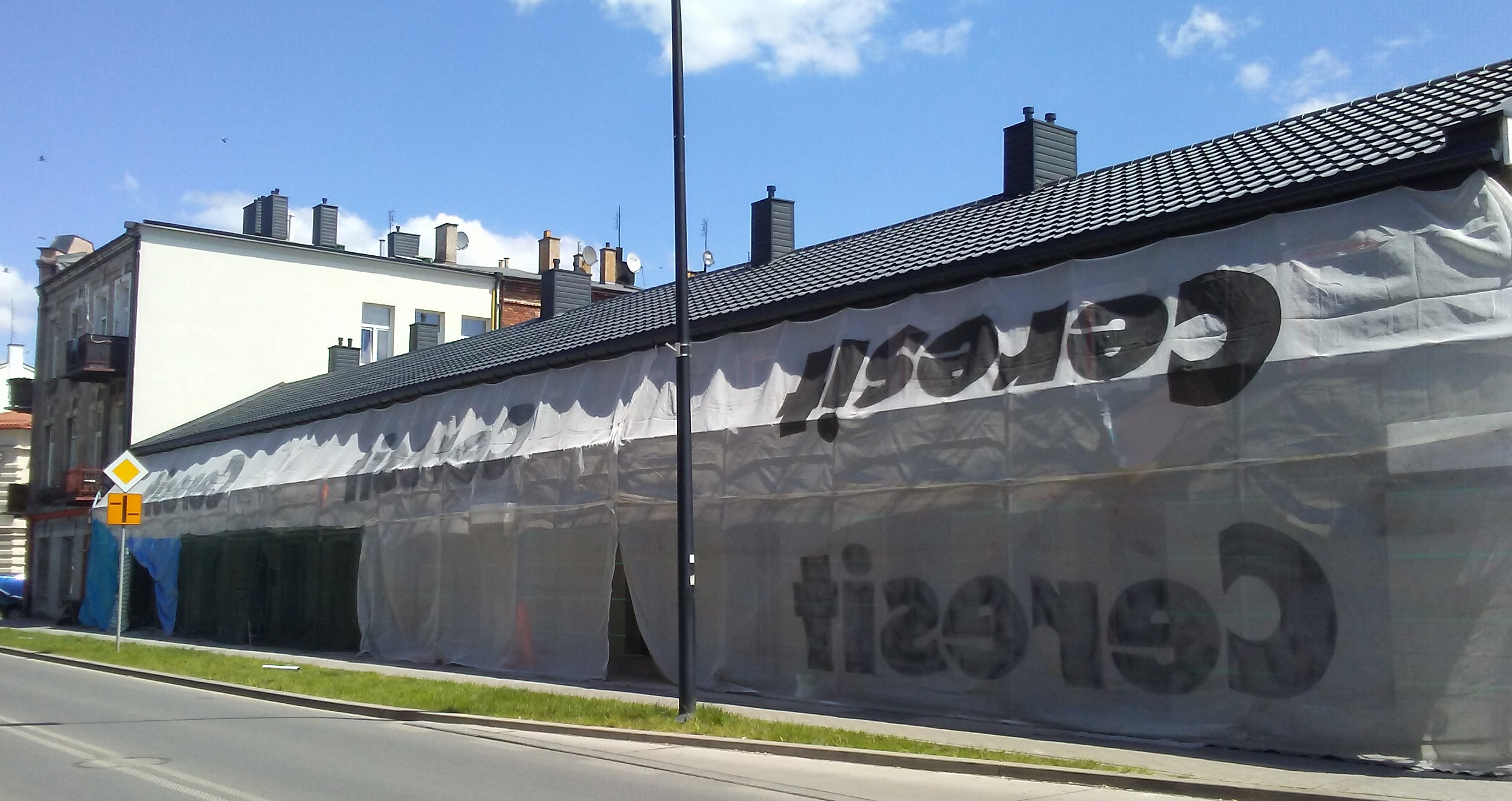
Renovierung eines Gebäudes in Tomaszów Mazowiecki, Polen

Ceresit ist eine Marke für Klebstoffe des Henkel-Konzerns mit Sitz in Düsseldorf. Die Produkte unter der Marke Ceresit werden in rund 60 Ländern weltweit vertrieben. Dazu gehören Systemlösungen rund um das Fliesenlegen sowie Neubau, Sanierung und Renovierung für Heimwerker. Produkte für Handwerker werden unter dem Namen Ceresit Bautechnik vertrieben.

## Geschichte
1898 erhielt Hans Wunner das Deutsche Reichspatent 103 733 für ein bituminöses Abdichtungsmaterial zur Herstellung wasserdichter Zementmörtel. 1905 gründete der Hagener Unternehmer Bernhard Wilhelm Funcke als Hauptgesellschafter mit vier weiteren Teilhabern das Unternehmen Dattelner Bitumenwerke GmbH, um das Patent zunächst in Lizenz für Preußen zu verwerten.
Nachdem 1906 der Patentinhaber Hans Wunner dem Unternehmen als Gesellschafter beigetreten war und die weltweiten Verwertungsrechte übertragen hatte, verlagerte der damalige Geschäftsführer Leopold Heppe 1907 den Produktionsstandort nach Unna und nahm eine Umfirmierung in Wunner'sche Bitumenwerke GmbH vor. 1908 entwickelte der promovierte Chemiker Paul Mecke (* 1860) für die Wunner'sche Bitumenwerke GmbH das Dichtungsmittel Ceresit, dem unter der Nummer 200 968 ein weltweites Patent erteilt wurde. Bis 1911 wurden Tochtergesellschaften gegründet, unter anderem in Chicago, London, Wien und Warschau. Mecke wurde technischer Direktor des Unternehmens und erhielt in den 1920er Jahren einige weitere Patente u. a. betreffend Verfahren zur Herstellung einer wetterfesten, waschbaren Kalkanstrichfarbe, Verfahren zur Herstellung haltbarer Ölemulsionen für Anstriche und zur Bereitung von Ölfarben, Verfahren zur Herstellung eines wasserdichten Kellen-Spritzputzes, Verfahren zur Herstellung eines wasserdichten Zements oder Kalks und Verfahren zur Beschleunigung der Erhärtung von Zement.
1962 fand erneut eine Umfirmierung in Ceresit-Werk GmbH statt, das Sortiment wurde um Farben und Putze erweitert. Wichtige Erfindungen waren: 1950 Ceresit-Pulver, ein Beton-Verflüssiger und ein Beton-Luftporenbildner, 1955 der Montage-Mörtel Ceromax, 1966 der Dünnbettfliesenkleber, 1970 das Vollwärmeschutz-System und ein verarbeitungsfertiger Dispersionsfliesenkleber.
1987 übernahm Henkel die Ceresit GmbH und trennte 1992 die Vertriebslinien in die Heimwerkermarke Ceresit für Haus und Bau für Baumärkte und die Profi-Marke Ceresit Bautechnik für den Fachhandel. Die Ceresit GmbH ist zwischenzeitlich aus dem Handelsregister gelöscht.
1997 wurde Ceresit Anti-Feucht (Luftentfeuchter) in das Sortiment aufgenommen. 2006 entwickelte Ceresit einen staubarmen Fliesenkleber Microgranulat Fliesenkleber Hochflexibel.

## Produkte
Zum Ceresit System gehören Fliesenkleber, Fugen-Mörtel, Bodenausgleichsmassen, Silikone/Dichtstoffe, Reparaturprodukte, Dekorative Wandputze, Produkte zur Bauwerksabdichtung und -Imprägnierung sowie Luftentfeuchter.

## Besondere Projekte
Bei der Weltausstellung 1910 in Brüssel zeigte Ceresit einen Pavillon, der 1,5 Meter tief im Wasser stand und zusätzlich mit 60.000 Litern Wasser pro Stunde überspült wurde. Durch den wasserdichten Ceresit-Putz blieb der Pavillon innen staubtrocken.
Ein 747 Meter langes Stück der Chinesischen Mauer wurde mit Ceresit und anderen Henkel-Produkten restauriert. Die Arbeiten dauerten sechs Jahre und wurden u. a. mit einem Gedenkstein belohnt.